# Новый Погорелец
Новый Погорелец — деревня в Тихвинском городском поселении Тихвинского района Ленинградской области.

## История
Деревня Новый Погорелец упоминается на специальной карте западной части России Ф. Ф. Шуберта 1844 года.

НОВЫЙ ПОГОРЕЛЕЦ — деревня Погорельского общества, прихода Боровенского погоста. Река Тихвинка.

Крестьянских дворов — 14. Строений — 25, в том числе жилых — 17.

Число жителей по семейным спискам 1879 г.: 36 м. п., 42 ж. п.; по приходским сведениям 1879 г.: 44 м. п., 51 ж. п.

В конце XIX — начале XX века деревня административно относилось к Костринской волости 3-го земского участка 1-го стана Тихвинского уезда Новгородской губернии.

НОВЫЙ ПОГОРЕЛЕЦ — деревня Погорельского общества, дворов — 25, жилых домов — 14, число жителей: 19 м. п., 36 ж. п.
 
Занятия жителей — земледелие. Река Тихвинка. Часовня. (1910 год)

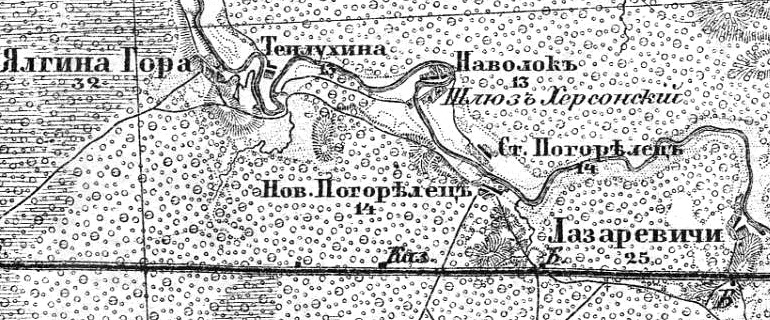
Деревня Новый Погорелец на карте 1913 года

Согласно карте Петроградской и Новгородской губерний 1913 года деревня Новый Погорелец насчитывала 14 крестьянских дворов.
С 1917 по 1918 год деревня Новый Погорелец входила в состав Костринской волости Тихвинского уезда Новгородской губернии. 
С 1918 года в составе Ольховской волости Череповецкой губернии.
С 1924 года в составе Пригородной волости.
С 1927 года в составе Ялгинского сельсовета Тихвинского района.
Согласно карте Ленинградской области Северо-западного аэрогеодезического треста ГГУ издания 1932 года деревня насчитывала 14 крестьянских дворов.
По данным 1933 года деревня Новый Погорелец входила в состав Ялгинского сельсовета Тихвинского района.
С 1954 года в составе Лазаревичского сельсовета.
По данным 1966, 1973 и 1990 годов деревня Новый Погорелец также входила в состав Лазаревичского сельсовета Тихвинского района.
В 1997 году в деревне Новый Погорелец Лазаревичской волости не было постоянного населения, в 2002 году — 5 (все русские).
В 2007 году в деревне Новый Погорелец Тихвинского ГП проживал 1 человек, в 2010 году — 7.

## География
Деревня расположена в юго-западной части района к югу от автодороги А114 (Вологда — Новая Ладога).
Расстояние до административного центра поселения — 8 км.
Расстояние до ближайшей железнодорожной платформы Костринский на линии Волховстрой I — Тихвин — 2 км.
Деревня находится на правом берегу реки Тихвинка.

## Демография
| 1879 | 1910 | 1997 | 2002 | 2007 | 2010 | 2017 |
| ---- | ---- | ---- | ---- | ---- | ---- | ---- |
| 78   | ↘55  | ↘0   | ↗5   | ↘1   | ↗7   | ↗10  |

### Национальный состав
Согласно данным Всероссийской переписи населения 2002 года в деревне проживали 5 человек, все русские.
Согласно данным Всероссийской переписи населения 2021 года в деревне проживали 18 человек, из них:
 русские — 17, вепсы — 1 человек.

## Улицы
Береговая, Выселки, Окружная.